# Dutch Schaefer
Major Alan "Dutch" Schaefer, powszechnie znany po prostu jako Dutch, jest fikcyjną postacią z serii Predator i Obcy kontra Predator, graną przez Arnold Schwarzenegger w filmie Predator (1987) i grze wideo Predator: Hunting Grounds (2020), a także głosem Jamesa Patricka Cronina w audiobooku do gry Predator: Stalking Shadows (2020). Operator United States Army sił specjalnych, po raz pierwszy spotyka Yautja (Predator) w Predator, gdy ten masakruje jego załogę najemników w Val Verde, zanim zostaje zwerbowany do OWLF (Other Worldly Life Forms Program) w celu polowania na Yautja w Predator: South China Sea (2008), Stalking Shadows i Hunting Grounds, jako Agent Onyx. Po jego śmierci w Obcy kontra Predator (1994), Dutch zostaje przebudowany na android przez United States Colonial Marine Corps, a on i jego partner Linn Kurosawa łączą siły z dwoma Yautja, aby odeprzeć inwazję ksenomorfów.
Postać ta spotkała się z powszechnie pozytywnym przyjęciem krytyków.

## Biografia postaci fikcyjnej

### Predator(1987)
Predator (1987), Major Alan „Dutch” Schaefer zostaje przedstawiony jako wysoko wykwalifikowany i doświadczony operator sił specjalnych, który służył w Wietnamie podczas Bitwy pod Huế z oficerem CIA Alem Dillonem, obecnie przywódcą grupy najemników działającej w Afganistanie. Po tym, jak Dillon rekrutuje Dutcha i jego zespół do misji w Val Verde, rzekomo w celu uratowania ministra spraw zagranicznych i jego asystenta przed rebeliantami. Po drodze zespół odkrywa wrak helikoptera i trzy obdarte ze skóry zwłoki, które Dutch identyfikuje jako Zielone Berety, których znał, co sprawia, że zaczyna podejrzewać intencje Dillona. Po tym, jak zespół dociera do obozu partyzanckiego i jest świadkiem egzekucji zakładnika, Dutch prowadzi ich do ataku, zabijając większość rebeliantów i kilku oficerów radzieckiego wywiadu. Dutch konfrontuje się z Dillonem, który ujawnia, że ich prawdziwą misją było powstrzymanie planowanej inwazji wspieranej przez Sowietów, ponieważ CIA wysłała Zielone Berety kilka tygodni wcześniej.
Po schwytaniu jedynej ocalałej partyzantki, Anny, i dowiedzeniu się, że nadchodzi więcej rebeliantów, drużyna decyduje się na pieszą wędrówkę do punktu ewakuacji. Nie wiedząc o tym, są prześladowani przez Yautja, używającego urządzenia maskującego i technologii obrazowania termicznego, który zabija jednego z członków drużyny Dutcha, podczas gdy Anna próbuje uciec. Po tym, jak kolejny członek drużyny zostaje zabity przez działo plazmowe Yautja, wszyscy zostają sprowokowani do ślepego strzelania z broni w dżunglę, nieświadomie raniąc Yautja. Przegrupowując się i zdając sobie sprawę, że są ścigani, Dutch i jego komandosi rozbijają obóz na noc i zastawiają pułapki, które są wyzwalane przez dzika. Dutch później zdaje sobie sprawę, że ich wróg używa drzew do przemieszczania się i uwalnia Annę, która stwierdza, że jej ludzie widzieli wcześniej podobnie okaleczone ciała. Następnego dnia grupa konstruuje pułapkę sieciową i łapie Yautja, ale ona sama się uwalnia, zabijając wszystkich oprócz Dutcha i Anny, gdy uciekają. Zdając sobie sprawę, że nie atakuje nieuzbrojonych osób, Dutch mówi nieuzbrojonej Annie, aby poszła do helikoptera, po czym próbuje odwrócić uwagę Yautja, uciekając, co kończy się tym, że zostaje śledzony do błotnistego brzegu rzeki i pokryty błotem. Yautja go nie widzi i odchodzi, aby zebrać trofea od innych. Dutch zdaje sobie sprawę, że chłodne błoto zapewniało kamuflaż dla ciepła jego ciała. Tworzy prowizoryczne pułapki i broń, a gdy pokrywa swoje ciało dodatkowym błotem dla kamuflażu, przed wywabieniem Yautja nocą okrzykiem wojennym i pochodnią.
Dutch lekko rani Yautja i wyłącza jej urządzenie maskujące, gdy Yautja strzela dziko w las i próbuje uciec, ale przypadkowo wpada do rzeki, gdzie woda rozpuszcza jego błotnisty kamuflaż. Gdy Yautja otacza Dutcha, zdejmuje maskę i działo plazmowe, aby walczyć z nim wręcz, uznając go za godnego przeciwnika. Pomimo bycia przytłoczonym, przechytrzonym, poobijanym i skąpanym we własnej krwi, którą zwymiotował, Dutch próbuje wciągnąć Yautja w pułapkę, której, jak czuje, nie zauważy. Odchodzi, po tym, jak zdaje sobie sprawę, co Dutch próbuje zrobić, Dutch zdaje sobie sprawę, że przeciwwaga znajduje się bezpośrednio nad Yautją i kopie podtrzymujący ją kij, powodując, że przeciwwaga spada na ziemię, miażdżąc Yautja. Kiedy potwór jest śmiertelnie ranny, pyta go: „Kim do cholery jesteś?”. Yautja powtarza pytanie Dutchowi i aktywuje urządzenie samozniszczenia, naśladując śmiech Billy'ego podczas odliczania. Po uświadomieniu sobie, co zrobił, Dutch ucieka do schronienia i przeżywa eksplozję. Zostaje uratowany przez śmigłowiec ewakuacyjny, a Anna jest już bezpiecznie na pokładzie, chociaż pozostaje w szoku po tym doświadczeniu.

### Predator 2(1990)
Predator 2 (1990) ujawniono, że Dutch rozmawiał z Agent Peter Keyes z OWLF, gdy leżał w szpitalu, cierpiąc na chorobę popromienną z powodu tego, jak blisko był eksplozji Yautja pod koniec Predator. Mówi się, że Dutch uciekł ze szpitala i nigdy więcej go nie widziano.

### Obcy kontra Predator(1994)
Obcy kontra Predator (1994), Dutch powraca odbudowany jako syntetyczny android wieki po swojej śmierci, z ulepszonym cybernetycznym ramieniem z zamontowanym na nim inteligentnym pistoletem, repliką tego, który Dutch zainstalował jako człowiek, gdy stracił ramię. Po ponownym awansie do stopnia Major w United States Colonial Marine Corps, we współpracy z cybernetycznie ulepszonym porucznikiem Linn Kurosawa, Dutch i Linn zostają wysłani do miasta San Drad w Kalifornii po tym, jak zostało ono zaatakowane przez armię ksenomorfów, zanim zostali porzuceni przez swoich przełożonych, gdy ich siły okazały się zbyt duże. Gdy Dutch i Lynn mieli zostać zabici przez rój dronów ksenomorfów, pojawia się para Yautja (Predators) i niszczy ksenomorfy, zanim zaoferuje sojusz dwóm Marines w celu powstrzymania inwazji obcych.
Po zniszczeniu ula ksenomorfów Dutch i jego zespół odkrywają, że obecność ksenomorfów na Ziemi była wynikiem projektu wojny biologicznej kierowanego przez generała-renegata Busha z Weyland-Yutani Corporation. Wchodząc na pokład wojskowego statku Busha, gdy ten startuje, Dutch, Lynn i Yautja zabijają Królową Ksenomorfów po tym, jak ona zabija Busha, i programują statek tak, aby rozbił się na San Drad, wywołując ogromną eksplozję, która eliminuje wszelkie życie ksenomorfów na Ziemi. Następnie Yautja daje Dutchowi i Lynn ostrza nadgarstkowe w uznaniu ich umiejętności jako wojowników, zanim Yautja odlatują z powrotem w kosmos; po tym, jak Linn pyta Yautja, dlaczego postanowili pomóc, ich niejasna odpowiedź sprawia, że ona i Dutch zastanawiają się, czy będą musieli z nimi walczyć następnym razem, kiedy wrócą na Ziemię.

### Predator: South China Sea(2008)
Predator: South China Sea (2008), którego akcja rozgrywa się lata po wydarzeniach z Predator, Dutch jest przedstawiony jako „Agent Onyx”, który był mentorem byłego agenta United States Special Forces Johna Gustata w zabiciu Yautja po tym, jak żona i syn Gustata zostali zabici przez jednego z nich, zanim wytropił jednego z nich w nielegalnym rezerwacie łowieckim rezerwacie na prywatnej wyspie w Morze Południowochińskie.

### Predator: Hunting Grounds(2020)
Predator: Hunting Grounds (2020), którego akcja rozgrywa się przed jego śmiercią, seria nagrań na taśmie opowiada o przygodach Dutcha między wydarzeniami z Predator i Hunting Grounds: po przesłuchaniu przez agenta Petera Keyesa Dutch stał się obsesyjnie zainteresowany odkrywaniem więcej na temat swojego gatunku, ostatecznie dowiadując się, że odwiedzał Ziemię przez „bardzo długi czas”. Do 1996 roku Dutch założył kolejną prywatną firmę wojskową, która zajmowała się operacjami poszukiwawczo-ratowniczymi, rekrutując „nawiedzonych żołnierzy”, których wykorzystywał jako „przynętę” w polowaniu na kolejnego Yautja, ostatecznie spotykając jednego w Kongo; w ich późniejszym spotkaniu, zespół Dutcha i Yautja zostali zabici, gdy jedna z jego własnych zabłąkanych kul trafiła w skrzynię z amunicją RPG, a Dutch sfingował własną śmierć, aby uniknąć OWLF, uciekając z odzyskaną bronią Yautja. W wydarzeniach Predator 2, Dutch udał się do Los Angeles, wywnioskowując, że obecna wojna gangów wojna i fala upałów będą idealnymi warunkami dla aktywności Yautja, przybywając do miasta wkrótce po wydarzeniach z filmu. Po ponownym schwytaniu przez OWLF, użył swojej skradzionej technologii Yautja, aby wywrzeć presję na OWLF, aby „pracowali z nimi, a nie dla nich” w pogoni za Yautją; w ciągu następnej dekady Dutch i OWLF stali się dobrzy w polowaniu i zabijaniu Yautja w trakcie polowań, odzyskując coraz więcej swojej technologii niż kiedykolwiek wcześniej, zanim w 2008 roku Dutch został oszczędzony przez samicę Yautja, która uwolniła go od swojego netgunu i zniknęła w dżungli, pozostawiając Dutcha z trwałą blizną w kształcie siatki po prawej stronie twarzy i innym obrazem sposobu działania Yautja. Do 2018 roku Dutch jest uznawany za obecnego jako postać poza ekranem podczas wydarzeń Predator (2018), obecnego, gdy „Zbiegły Predator” został schwytany przez Project Stargazer, prowadzony przez Cullen Yutani.
W 2025 roku, w obecnej narracji Hunting Grounds, Dutch zaczął współpracować z nowo przywróconym OWLF; po spotkaniu z innym Yautja, które pozostawiło go ciężko rannym, zgodził się na eksperymentalne leczenie, aby połączyć swoje DNA z Yautja (jak w Predator: Concrete Jungle), co pozwoliło mu kontynuować walkę jako młody mężczyzna w wieku 78 lat, pracując z synem Petera Keyesa, Sean, i byłym Snajperem Isabelle Nissenbaum, która wcześniej została porwana na planetę "rezerwat zwierzyny" (w Predators).

### Predator: Stalking Shadows(2020)
Predator: Stalking Shadows (2020), po wydarzeniach z Predator 2, Dutch dusi U.S. Marine Scotta Devlina po tym, jak natyka się na niego odzyskującego rękę, którą Mike Harrigan odciął „City Hunter” Yautja. W ciągu kolejnych lat, łącząc wydarzenia z Predator 2 i Hunting Grounds, Dutch kontynuuje śledzenie inwazji Yautja na całym świecie, współpracując z OWLF i gromadząc nowy zespół najemników do walki z tymi stworzeniami. Podczas jednego z takich starć w Malezji jego grupie udaje się zabić nowy, znacznie bardziej zwinny typ Yautja, choć kosztem kilku ludzi, zbierając jego szczątki i wszelką technologię, jaką mogą odzyskać, zanim wrócą do domu, który jest bazą, w której stacjonuje Devlin. Dutch przybywa następnie na miejsce po polowaniach Yautja w Szkocji i Meksyku, w których Devlin również bierze udział; pokładając zaufanie w Dutch, po tym ostatnim incydencie Dutch podchodzi do Devlina i ujawnia prawdę stojącą za zabójstwami, rekrutując go do swojej sprawy. Teraz awansowany do stopnia kapitana, Devlin prowadzi swoją jednostkę wspierającą Dutcha i jego najemników w kolejnej operacji w Meksyku, zabezpieczając zestrzelony statek Yautja i zabijając jednego z jego pasażerów. Po incydencie Dutch znika.
Kiedy Scott w końcu słyszy Dutcha kilka lat później, dowiaduje się, że zespół Dutcha został zmieciony z powierzchni ziemi przez kobietę Yautja w Laosie, co oszczędziło mu życia ze wstydem porażki. Po uratowaniu Dutcha przed próbą zamachu, najwyraźniej zorganizowaną przez Men in Black (MIB), którzy również badają Yautja, Scott ponownie traci z nim kontakt aż do kolejnej operacji w Wenezueli, w której ponownie znajdują dowody na aktywność Yautja, zanim wpadają na zespół MIB. Gdy dwie grupy stają naprzeciw siebie, zostają zaatakowani przez dwóch odpowiedzialnych Yautja, którzy zabijają większość obecnych. Devlin zostaje ciężko ranny, ale uratowany przez Dutcha, który wykańcza ocalałych Yautja jedną z ich własnych ręcznych broni energetycznych. Po tym, jak Devlin wyzdrowieje z ran, zostaje zwerbowany przez Dutcha do kierowania nowym centrum dowodzenia operacjami OWLF, utworzonym w świetle rosnącej liczby Yautja. Jakiś czas później, w swoim biurze, Scott otrzymuje wiadomość od Dutcha o trwającym polowaniu na Yautja w Chinach.

## Anulowane występy
Podczas tworzenia Predator 2 (1990) reżyser Stephen Hopkins pierwotnie wyobrażał sobie film jako film o Patrick Swayze i Arnold Schwarzenegger kumpelskim policjancie, przy czym ten drugi powtórzył swoją rolę Dutcha. Z powodu sporu o wynagrodzenie i konfliktów w harmonogramie z Terminator 2: Dzień sądu (1991), Schwarzenegger odmówił powrotu do sequela. W październiku 2003 r. Donoszono, że Schwarzenegger byłby zainteresowany powtórzeniem swojej roli Dutcha w rola epizodyczna w Obcy kontra Predator (2004), gdyby przegrał wybory odwoławcze na stanowisko gubernatora Kalifornii, pod warunkiem, że filmowanie jego roli epizodycznej odbędzie się w jego rezydencji; jednak ostatecznie Schwarzenegger wygrał wybory, zdobywając 48,58% głosów, nie mogąc wziąć udziału w filmie. Robert Rodriguez miał nadzieję, że Schwarzenegger kameo jako Dutch w Predators (2010), ujawniono w pierwotnie zaplanowanym zakończeniu, że dołączył do polującej grupy Yautja, ale ostatecznie do tego nie doszło. W marcu 2011 roku Schwarzenegger ujawnił, że rozważano jego powtórzenie roli Dutcha w nowym filmie „Predator”, który ostatecznie trafił do piekła deweloperskiego. Schwarzenegger rozmawiał również z Shane'em Blackiem o potencjalnym powtórzeniu roli Dutcha w epizodycznej roli w Predator (2018), w którym pojawiłby się w ostatniej scenie, mówiąc: „Chodź ze mną, jeśli chcesz żyć”. (słowa kluczowe jego postaci Terminatora z serii Terminator) zapraszając bohaterów do polowania na Yautja, ale odrzucił rolę epizodyczną ze względu na jej krótką rolę. Krewni Dutcha, jego brat John Schaefer i praprawnuczka Psi-Sędzia Schaefer, występują odpowiednio w serii komiksów Predator: Concrete Jungle (1989–1990) i Predator kontra Sędzia Dredd (1997).

## Towary
W 2013 roku NECA wypuściło kolekcjonerską figurkę akcji Majora Dutcha Schaefera, wzorowaną na jego występie w filmie Predator, natomiast w 2018 roku NECA wypuściło figurkę Dutcha opartą na jego występie w filmie Alien vs. Predator. Również w 2018 roku oficjalnie licencjonowana marka whisky Predator, nazwana Dutch Bourbon Whiskey na cześć majora Dutcha Schaefera, została wyprodukowana we współpracy między Fox Studios i Silver Screen Bottling Company jako promocja filmu Predator (2018).

## Odbiór
Entertainment Weekly powiedział o występie Arnold Schwarzenegger jako Dutcha w Predator (1987), że „nigdy nie był tak męski, jak w tym polującym na kosmitów festiwalu testosteronu”. IGN uzupełnił status postaci jako „satyra gatunku film akcji [która] jest bardzo krytyczna wobec [tego] rodzaju postaci [w] wielkich, męskich filmach akcji i powierzchownych, bezdyskusyjnie bohaterskich opowieściach, w których się pojawiają". ScrewAttack umieścił Dutcha na swojej liście najlepszych kosmicznych marines w grach wideo z 2011 r. za jego rolę w Obcy kontra Predator (1994), podczas gdy Deja Reviewer opisał tytuł Predator jako „odnoszący się zarówno do istoty obcej [i] samego Dutcha”.

## W kulturze popularnej
Kwestia „Get to the choppa” użyta przez Dutcha w filmie „Predator” została później skojarzona z Arnold Schwarzenegger, zwłaszcza gdy Schwarzenegger powtórzył tę kwestię w niektórych ze swoich późniejszych występów, w tym The New Celebrity Apprentice, oraz reklamy mobilnej gry wideo Mobile Strike. Porucznik Andrew Pierce – główny bohater Christiana Boevinga z filmu akcji z 2003 roku When Eagles Strike – został oparty na temat wizerunku Schwarzeneggera w filmie. W odcinku z 2010 roku HISHE zatytułowanym „How Predator Should Have Ended” oraz w odcinku z 2016 roku zatytułowanym po prostu After Credits, będącym parodyczną wersją wydarzeń z Predator, głosu Dutchowi użyczył Daniel Baxter.